# Platamus castaneus
Platamus castaneus es una especie de coleóptero de la familia Silvanidae.

## Distribución geográfica
Habita en Brasil.